# П'ятиграддя

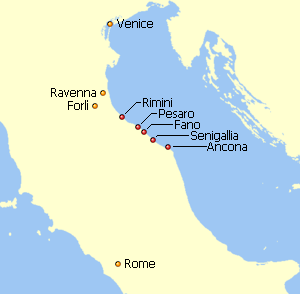
Пентаполіс на узбережжі Адріатики

П'ятиграддя, Пентаполь, Пентаполіс (дав.-гр. Πεντάπολις;  грецькі  πέντε [Пента], «п'ять», і  πόλις,  поліс, «місто») — географічна і / або інституціональна група з п'яти міст. Міста стародавнього світу, ймовірно, об'єднувалися в такі групи з ряду політичних, комерційних і військових причин, як це сталося пізніше з П'ятьма портами в Англії.

## Біблійні міста
- У Біблії цим словом позначається область («Содомське П'ятиграддя») в регіоні  Святої Землі, де п'ять міст —  Содом,  Гоморра, Адма, Севоїм і Сігор — об'єдналися, щоб протистояти навалі Еламітів Кедорлаомера[en] ( Буття   14:1), і чотири з яких були незабаром після того повністю знищені[1].

## Історичні міста
- Філістимське, пятиграддя, Філістія — коаліція філістимських міст-держав — Гефа (Гат), Гази, Ашкелона, Екрона і Ашдода. Кожним містом керував свій серен (лідер, капітан), на чолі союзу стояв правитель міста Гат.
- Дорійський пентаполь — Кос, головне місто однойменного острова в  Егейському морі; Кнід, у Карії, на західному узбережжі Малої Азії; а також Ліндос, Іалісос і Камірос на острові Родос. Після виключення Галікарнаса дорійська федерація стала з гексаполіса (союзу шести міст) пентаполісом.
- Понтійський пентаполь:  Аполлонія,  Галатис, Месемврія,  Одессос і Томіс, всі на узбережжі Понта Евксинського (Чорне море).
- Лівійський пентаполь: п'ять основних грецьких колоній, розташованих на території римської провінції  Лівія Суперіор, у західній частині області Киренаїка (нинішня Лівія), аж до реформ  тетрархії Діоклетіана в 296 році. Найбільшим з міст була Кирена і її порт Аполлонія,  Птолемаїда [en] (що стала столицею після зруйнування Кирени землетрусом),  Барка [en] (пізніше арабська столиця провінції Барка), Balagrae (сучасна  Ель- Байда) і  Береніка (сучасний Бенгазі); область також відома як Нижній пентаполь (лат. Pentapolis inferior). Назва області як «пентаполь» закріпилася в офіційній назві єпархії і титулатурі  православного Патріарха Олександрійського і  Коптського Папи.
- Візантійський пентаполь на Адріатичному узбережжі на схід від  Тоскани і на північ від Сполетського герцогства, що включав східноіталійські портові міста (перерахування із півночі на південь) Ріміні, Пезаро,  Фано, Сенігаллія і Анкона. Цей пентаполіс становив ядро візантійського Равеннського екзархату. Пізніше, після падіння Екзархату, ця провінція була перетворена на  Анконську марку.
- П'ять портів (англ. Cinque Ports, Сінк-Портс) середньовічної Англії — союз спершу 5, а нині 14 портових міст у графствах Кент і Суссекс. Спочатку в цей альянс входили порти Дувр, Гастінгс,  Хіт, Нью-Ромні і  Сендвіч.